# XX Pyxidis
XX Pyxidis är en dubbelstjärna i norra delen av stjärnbilden Kompassen. Den har en skenbar magnitud av ca 11,5 och kräver ett teleskop för att kunna observeras. Baserat på parallax enligt Gaia Data Release 3 på ca 1,4 mas, beräknas den befinna sig på ett avstånd på ca 2 280 ljusår (ca 700 parsek) från solen.

## Egenskaper

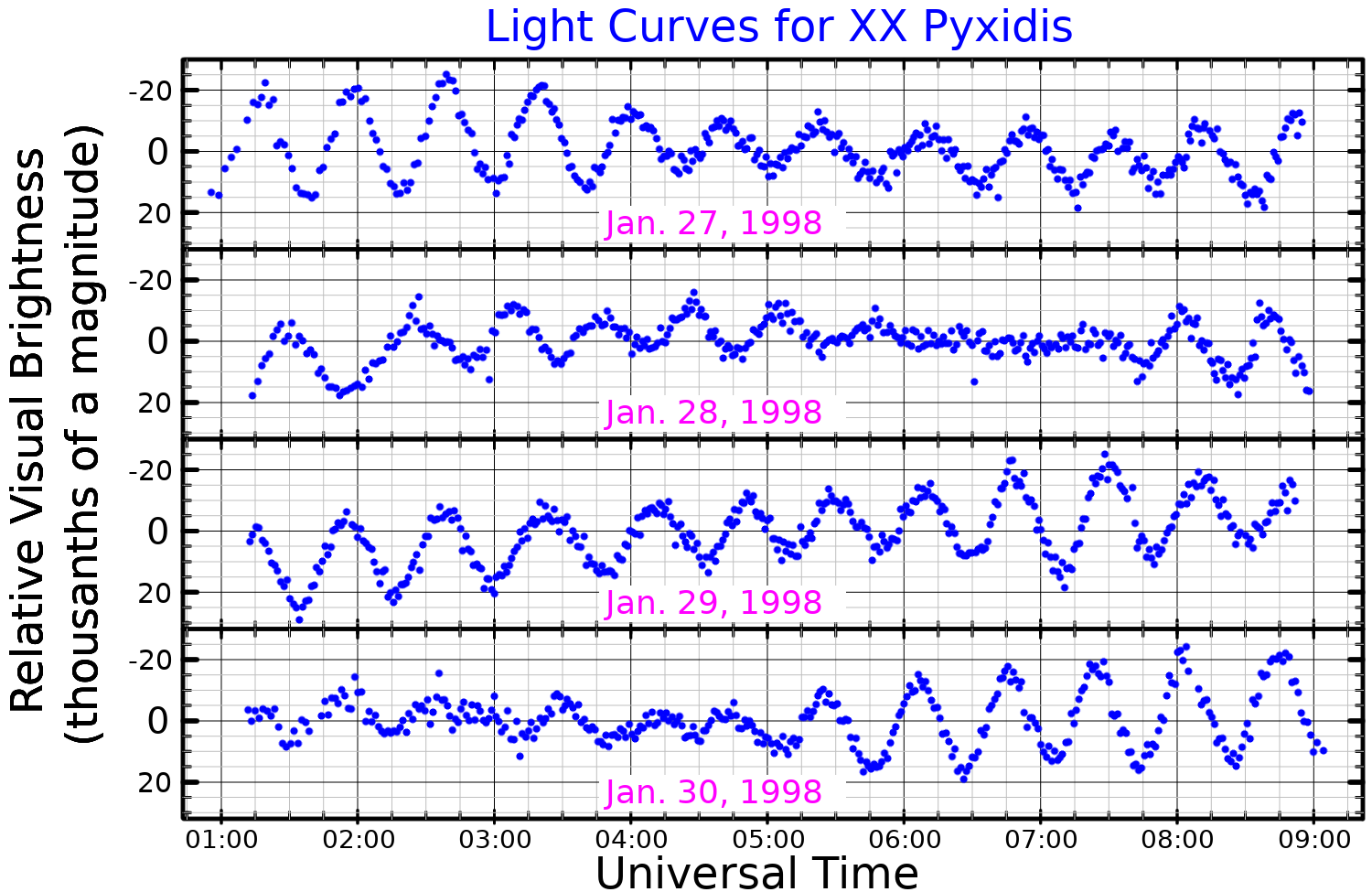
Ljuskurva i visuella bandet för XX Pyxidis, anpassad från Arentoft et al. (2001).

Primärstjärnan XX Pyxidis är en vit till blå stjärna i huvudserien av spektralklass A4 V. Den har en massa som är ca 1,9 solmassa, en radie som är ca 1,9 solradie och har ca 27 gånger solens utstrålning av energi från dess fotosfär vid en effektiv temperatur av ca 9 400 K.
XX Pyxidis är en av de mer studerade stjärnorna i en klass av stjärnor som kallas Delta Scuti-variabler, pulserande stjärnor med kort period (högst sex timmar), som har använts som standardljuskälla och som objekt för att studera astroseismologi. Astronomer fick bättre mer känsla för dess pulseringar när det stod klart att den också är en dubbelstjärna. Följeslagaren är troligen en röd dvärgstjärna av spektralklass M3 V, med en massa av ca 0,3 solmassa. De två ligger mycket nära – möjligen på bara 3 soldiameters avstånd – och kretsar kring varandra med en omloppsperiod av 1,15 dygn. Den ljusare stjärnan deformeras till en äggform.och pulserar i flera överlappande sekvenser med en frekvens av 26-76 gånger per dygn.